# Ricotia tenuifolia
Ricotia tenuifolia är en korsblommig växtart som beskrevs av James Edward Smith. Ricotia tenuifolia ingår i släktet Ricotia och familjen korsblommiga växter. Inga underarter finns listade i Catalogue of Life.